# 美国协防台湾

美军军事基地分布图，共有五千余个军事基地，其中六百个海外基地。。

美国协防台湾是指美國提供軍事援助、安全保障、外交支持等協助台灣保障國家安全的政策。此政策始於美國與中華民國政府於1954年簽署《中美共同防禦條約》，並於1979年中華人民共和國與美國建交後，被美國單方面廢除。改為以美國國内法《台灣關係法》作為替代。
在協防台灣政策下，美國向台灣提供防禦性武器、情報分享、軍事訓練、軍事顧問等支援。美國政府也在國際上支持台灣的參與，例如邀請台灣代表團出席美國總統就職典禮。
美國協防台灣政策在台灣具有廣泛支持，但也受到中華人民共和國政府的反對。中國大陸認為台灣是中國不可分割的一部分，反對任何形式的外國軍事介入台灣事務。近年來，中國大陸對台灣的壓力與威脅持續加強，引起國際關注。
2001年4月，时任美国总统小布什公开宣布美国协防台湾。2017年，美国国家安全会议提出印太戰略框架，在美国与中华人民共和国的武装冲突假设中，“保卫第一岛链国家，也包括台湾”。2018年获得总统唐納·川普批准。2021年2月，美國國會議員重新提出「防止台灣遭侵略法案」，预备在法律上授权美国总统必要時有限度動用武力防衛台灣。

## 历史

### 斷交後
1996年，爆發台海危機，美國派第七艦隊協防台灣，穩定局勢。
2001年4月，美国总统小布什宣布“尽一切所能协防台湾”。继任总统贝拉克·奥巴马未对中华人民共和国武统台湾、美国出兵协防台湾有过公开的明确表态。2018年，总统唐納·川普批准的印太戰略框架中，包括有“保卫台湾”。
美国协防台湾的法源依据——《与台湾关系法》和六项保证中，“美國[政府]並沒有給出具體承諾”。故「從法理和『義務』維度而言」，「美國[政府]雖然有可能由『總統和國會依憲法程式決定所應採取的適當行動』，也很可能在決定之後不採取武裝介入。」所以，在唐納·川普和乔·拜登执政时期，美国国会议员不断推动法案，以完成美国协防台湾的法律授权。

#### 小布什政府时期
2001年，新一届美国政府将中华人民共和国视作战略竞争对手，采取强硬政策。4月24日，美国公布对台军售（三項軍購案）。25日，新任美国总统小布什在美国广播公司《早安美国》中表示，美国售给台湾这一揽子武器在目前是“right package for the moment”（正确的决定）:21，同时表示美国“Whatever it took to defend herself”（将尽全力帮助台湾保卫自己:34，或总结为尽一切所能协防台湾）。媒体认为，这意味着美国准备直接卷入台海冲突。小布什此举亦使美国政府对台“战略模糊”政策转为“战略清晰”:34。26日，小布什接受美国有线新闻网记者采访，被问及有关台湾问题的表态，小布什说，“我想向人民表达的是，我们期望用和平方式解决任何分歧。”“但就像人们所知道的，我愿意帮助台湾自卫，就我而言（我们的）政策没有任何变化，这是其他总统所说的，我会继续这样说。”当记者问到，若台湾宣布独立引发冲突，美国政府的态度。他说“我当然希望台湾坚持一个中国的原则。宣布台湾独立不是一个中国的政策，我们将和台湾一道来确保，不使之发生。我们需要和平解决这一问题。”:34
5月17日，小布什在白宫接见美国社区亚太裔领袖。他再次声称，若中国动武，美国将会协助台湾。次年，小布什访华，重申美国政府的一个中国政策。他表示，“当我的国家达成一项协议（指中美三个联合公报）时，我们会坚持”，“但还有一个《与台湾关系法》，我尊重这一法律。它规定如果台湾遭到进攻，我们将帮助它自卫。但是我们也同样表明双方都不应该挑衅，和平对话。”:34

#### 川普政府时期
2018年，总统唐納·川普开启中美贸易战。中美两国进入长期、强力对立状态。2020年6月10日，共和黨籍参议员乔希·霍利在參議院提出《台湾防卫法》（Taiwan Defense Act）。6月30日，共和黨籍众议员泰德·約霍和麦克·加拉格尔在众议院提出《台湾防卫法》。7月29日，泰德·約霍提出《防止台湾遭侵略法》（H.R.7855 - Taiwan Invasion Prevention Act），以求明确和强化一旦台湾遭到武装攻击时美国对防卫台湾的承诺，“这一法案向北京划下红线，台湾的未来必须通过和平的方式决定”。此前的（7月）17日，泰德·約霍接受福克斯商业频道主持人卢·道布斯采访表示，“法案将清楚明定，若中国侵犯台湾，将授权美国总统动用武力因应，且设有5年日落条款”。因时值总统大选，法案未排上議程。
2021年1月5日，在总统唐納·川普御任前的数日，白宮國安會解密2017年制定的印太戰略框架機密文件。总统唐納·川普在2018年2月批准文件。美国国家安全顾问羅伯特·奧布萊恩在1月5日的解密備忘錄中表示，文件解密透明展現美國對印度太平洋與區域盟邦和夥伴的戰略承諾。1月12日，白宮國安會对外公布文件。该份文件针对中华人民共和国七大目标的第四条是“阻止中国向美国及其盟友和伙伴使用武力，并且发展能在各种冲突中战胜中国的实力和方案”。其中，“制定并且实施一个包含但不限于以下三点的防御策略”：1.在冲突中剥夺中国在第一岛链内的持续制空权和制海权；2.保卫第一岛链国家，也包括台湾；3.主导第一岛链外的所有领域。

#### 拜登政府时期
2021年1月20日，新总统乔·拜登就任，仍执行对中强硬政策，中美贸易战持续进行中。新一届國會開議後的2月18日，共和黨籍參議員里克·斯科特、眾議員蓋伊·瑞森紹爾分別在參眾兩院重新提出《防止台灣遭侵略法》（Taiwan Invasion Prevention Act）。里克·斯科特提案（S.332 - Taiwan Invasion Prevention Act）相关：Helps Taiwan counter Communist China’s military buildup across the Taiwan straits（帮助台湾抵抗共产中国在台湾海峡的军事集结）；Establishes a limited authorization for the President to use military force for the specific purpose of securing and protecting Taiwan against armed attack（给予总统有限度授权，使用武力保护台湾免遭军事攻击）。
面对中华人民共和国带来的军事压力，美国外交关系协会会长理查德·哈斯和某些美国国会议员都主张，美国政府应该以战略清晰政策来威慑中华人民共和国武统台湾的可能。4月29日，美国参议院军事委员会针对美国面对的全球威胁举行听证会。当听证会主席、民主党参议员杰克·里德问及，如果美国政府响应国内政治呼声改变模糊战略，“采取给台湾（中华民国）明确承诺的做法”，中华人民共和国和中华民国“将有何反应？”國家情報總監艾薇儿·海恩斯回答指，中华人民共和国会认为美国明确协防台湾将“造成非常大的不稳定”，使得中华人民共和国“在世界各地咄咄逼人地破坏美国的利益”，同时美国政府立场的转变，“有可能”导致中华民国（台湾）更加走向独立。
5月4日，英国《金融时报》主办的讨论会上，美国国家安全委员会印太政策协调员库尔特·坎贝尔面对美国相关人物要求美国政府对协防台湾明确表态的呼吁，指有“重大不利面”。若中华人民共和国武统台湾，美国协防台湾，那么中华人民共和国和美国之间“因台湾而爆发的任何冲突都不太可能被局限在一个小的地理区域内”，“我认为它会迅速扩大，并将以我认为没有人能预料的方式从根本上摧毁全球经济”。
10月21日，在有线电视新闻网节目上，有人提問「如果中国攻击台湾，美国会不会捍卫台湾？」，美国总统拜登兩次表示「对，我们有这样的承诺」。22日，白宫发言人表示：“总统的谈话并非宣告我们的（对台）政策出现任何改变，我们的政策并无改变。”當天，在比利时布鲁塞尔北约总部的美国国防部长劳埃德·奥斯汀表示，美国将继续支持台湾部队，但拒绝证实拜登关于承诺在中国大陸进攻台灣时美國在军事上保卫台湾的言论。北约秘书长延斯·斯托尔滕贝格被问及北约部队被卷入美国与中华人民共和国的潜在冲突的风险时，他拒绝 "猜测一个假设的情况"。
2022年4月，日本前首相安倍晋三在美国报纸上发表文章，将台湾与乌克兰相提并论，称美国应明确承诺协防台湾。4月15日，中华人民共和国外交部发言人赵立坚在例行记者会上表示，“日本个别政客接二连三在台湾问题上大放厥词，妄议中国内政，挑动大国对抗，居心叵测。中方对此坚决反对。台湾是中国领土不可分割的一部分。台湾问题完全是中国内政，与乌克兰问题有着本质的区别，可以说没有任何可比性。日本曾对台湾殖民统治长达半个世纪，犯下了罄竹难书的罪行，对中国人民负有严重历史罪责。日方有关政客在台湾问题上尤其应该谨言慎行，避免向“台独”势力发出错误信号。”
2022年5月23日，出访日本的美国总统拜登在与日本首相岸田文雄召开的联合记者会上明确表示会派美军协防台湾。次日拜登則表示对台“战略模糊”政策不变。
2022年9月17日，拜登在接受哥伦比亚广播公司《六十分鐘時事雜誌》节目采访时重申会在中国攻打台湾时出兵。
2023年11月16日，习近平在与拜登会谈期间重申中国和平统一台湾的坚定立场，要求美国停止对台军售，支持台湾和平统一。对此美国国防部长劳埃德·奥斯汀表示会继续依照《台湾关系法》采取必要作为，努力帮助台湾获得自卫手段。

## 协防措施

### 美军协防

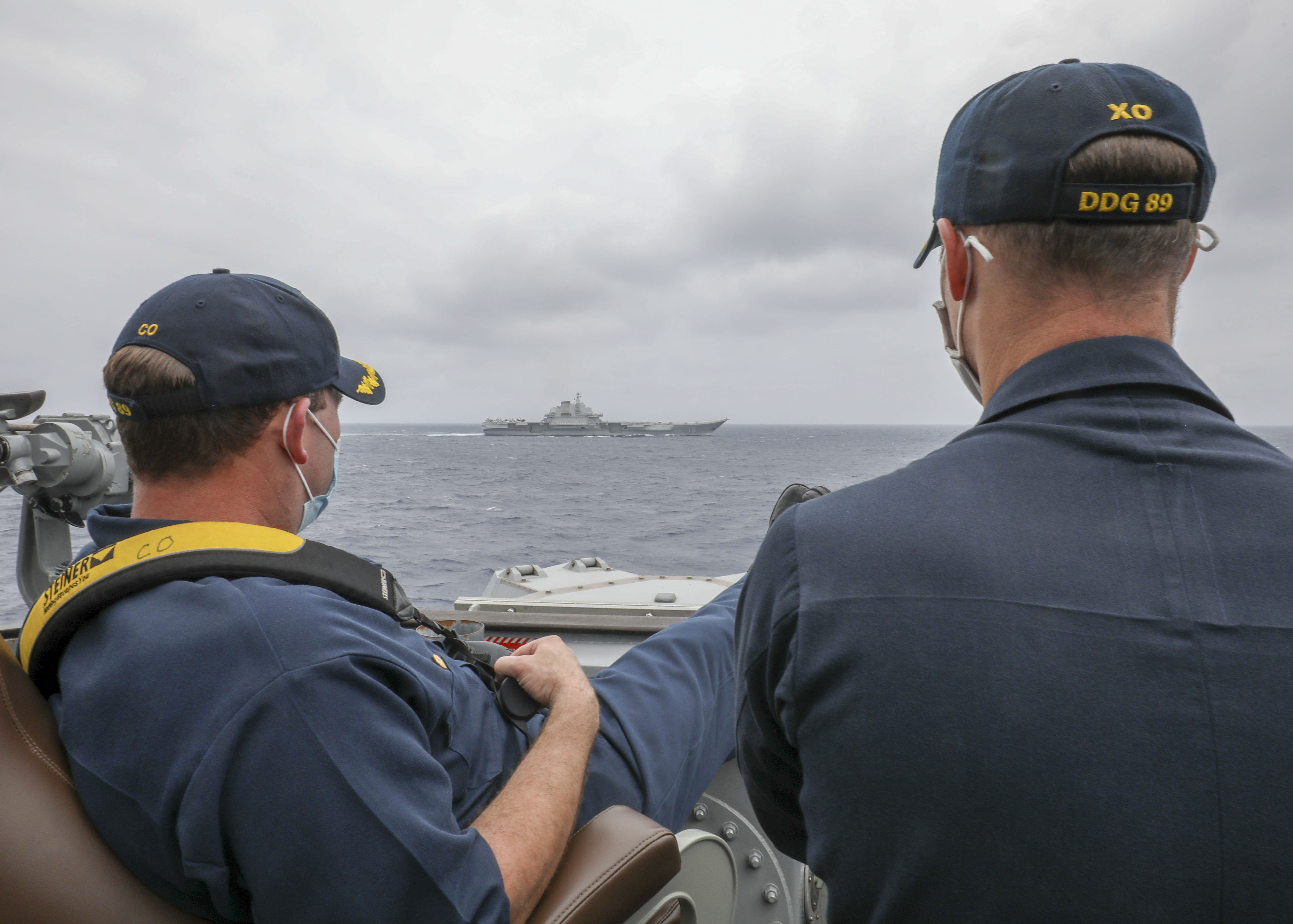
2021年4月4日的菲律宾海，美海军馬斯廷號驅逐艦军官翘脚目视辽宁号航空母舰。2021年时，美海军拥有11个航母战斗群，解放军海军拥有2个。

香港三策智库高级研究员王云飞将美国协防台湾，从空间上分为近程驰援和远程驰援两种。近程驰援，是由驻日、驻韩美军提供支援。远程驰援则是包括美国本土的全球美军提供支援。
中华人民共和国作者王逸峰在2004年的文章指出，美国协防台湾所运用的军力主要是美軍太平洋司令部所属30万兵力和日本自卫队部分兵力。美軍第七艦隊为主力。有三种军事协防模式:15：
- 越南模式
  - 类似越南战争作战，美军集中主要兵力，对中华人民共和国实施重点海上封锁和快速部署。
- 朝鲜模式
  - 类似朝鲜战争作战，美军直接派出部分兵力进驻台湾。
- 日本模式
  - 中国人民解放军攻占台湾岛后，美军以新不列颠岛战役方式进行作战，在台湾岛全歼解放军。王逸峰认为这是美军首选方案。

作者海桅在2006年文章指出，基于“美国人打仗怕伤亡是尽人皆知的”，美军不会登陆台湾与解放军进行地面战争，“因为胜算几成且不说，单是可以预料的大量人员伤亡便已是美国所不能承受之重。:26”依据当时中国人民解放军的人员装备，海桅认为武统台湾“没有问题”，而面对美国、日本共同协防台湾，解放军仅是“有不小胜算”:25。
海桅推测的美军协防台湾方式中，美国海军以二到三个航母战斗群及日本海上自卫队组成联合编队，“从海上和空中以较大的海空优势牵制甚至拖垮解放军的海空力量，再进一步用舰载机攻击解放军登陆部队，甚至东南沿海的雷达站和导弹基地”，迫使中华人民共和国“坐到谈判桌前”。这是美国、日本“相对安全的选择、所受损失也是可以接受的”。海桅推测美军航母战斗群将在台海战区以东600千米范围，与解放军开展战斗。解放军在与美日台三方，对台海战区制空权争夺中，解放军能“保证相对制空权已属不易，更难组织起对美航母战斗群的有效打击”。因制空权可能的缺失，解放军将无法凭仅借核潜艇的威慑作用，赢得战争。时，解放军拥有的苏30、歼轰-7战机作战半径仅1000千米左右，不足以对美军舰队形成太大威胁。海桅企望引进不少于12架、理想数量40架的俄罗斯逆火轰炸机，使解放军可以对美军航母战斗群进行“饱和攻击”，帮助解放军“集中优势兵力争夺战区制空权，至少可对台湾海峡方向的制空权形成相对控制，不至于面对蜂拥而至的美舰战斗机捉襟见肘”:27。
海桅对美军使用韩国、日本基地情况推测中，认为韩国可能鉴于同中华人民共和国的“良好关系”，不允许美军“利用其机场起降作战飞机”。美国太平洋空军第五航空队管辖的日本嘉手纳空军基地将是战时、美日的“主要桥头堡”。海桅亦指解放军为阻止美日协防台湾，可能长途奔袭日本本土的军事设施，如长崎、横滨、横须贺等地的美日军事基地。为避免中日美三方由此进入“全面战争”，美国“会非常‘克制’地使用这些基地（出动加油机、P-3C反潜机之类），不将此作为主要的战时机场，而倚重其航母战斗群。”:27
2010年代以后，中华人民共和国军力增强。王云飞的文章指，在双方军事冲突不涉及陆上目标的情况下，解放军可在三天内完成对驻日、驻韩美军的作战任务。美国以远程驰援台湾，则应投入不少于伊拉克战争时期的五个航母战斗群的数量。

### 非军事手段
美国可能联合盟友采取经济制裁（贸易中止、禁運、海上封锁、冻结金融资产、金融封锁）、網路戰、遮蔽卫星导航系统等手段。
中华人民共和国本身是仅次于美国的全球第二大经济体，同时经济高度依赖国际市场。而在金融领域，外界相信美国政府有能力完成对中华人民共和国的金融封锁，将之剔除出美元主导的、全球支付结算系统——SWIFT。国泰君安2020年7月的报告称，若被剔除出SWIFT，中华人民共和国每年可能损失3000亿美元的贸易，超过900亿美元的外商直接投资和800亿美元的对外直接投资。2020年《美国之音》网站上与中美贸易战相关的文章指出，中华人民共和国如朝鲜和伊朗一样，被剔除出SWIFT的可能性很低，因为“此举可能对美国自身和全球经济构成风险”，但“[中华人民共和国]官员和研究机构仍在继续讨论潜在的后果”，以及降低风险的措施。此前的2015年，中国人民银行方才开始建设人民幣跨境支付系統。亦有中华民国（台湾）作者依据中华人民共和国的经济实力和美国政府在香港反送中运动中仅“口頭上支持”，指美国政府不会在中华人民共和国武统台湾时武力协防台湾，更不会采取任何一种的非军事手段。2020年《纽约时报中文网》的文章以粮食、石油为例，指中华人民共和国政府可以用提升粮食自有率、提高石油储备、与产油国签订长期供油合同等方法解决问题。而面对经济制裁，中华人民共和国政府“更紧要的是解决海外市场的进出口和关键科技全部断供问题，为此它采取的办法是在未来15年把经济建立在内循环以及科技自主上。一旦西方国家封锁中国，北京能够依赖这个内循环运转。可以说，十四五规划和2035年远景目标计划是有着这层战备考量在内的”。
2022年6月16日，美国参议院外交委员会主席、民主黨籍参议员羅伯特·曼南德茲和參院預算委員會共和黨首席議員林賽·格雷厄姆共同提出台灣政策法。法案内容包括若中國侵台，美國將會制裁、四年內提供台灣45億美元、賦予台灣「主要非北約盟國」地位、將「駐美國臺北經濟文化代表處」更名為「台灣代表處」等。

### 美軍駐台
2004年6月，中华民国（台湾）主流媒体即有美军军官抵台，预备于2006年重新驻台、协防台湾的报道:13。2020年，在中美全面对抗的背景下，美军在台海开战前，重新驻台的议题再度提及。3月7日，美国“2049计划研究所”易思安（Ian Easton）以“美国应在台湾派驻军队”为题投书媒体，主张美军应编组一支陆军、海军、空军与陆战队千人混合部队进驻台湾。6月，台湾网络开始盛传一系列美国重新驻台的假新闻，譬如部分驻德美军转驻台湾，驻台美军增到5万人，建设至少3个军事基地，部署F-35、萨德反飞弹系统、至少5,000到2万枚中程导弹，甚至部署核武器。
美国陆军双月刊杂志——9月、10月《军事评论》以“中国武力侵犯台湾”为主题发表系列文章。其中，美国海军陆战队现役上尉沃克·米尔斯（Walker D. Mills）撰文《Deterring the Dragon:Returning U.S.Forces to Taiwan（吓阻巨龙：美军重返台湾）》，文章呼吁美国重新考虑在台湾部署地面部队。另有一篇文章，提出美军在台部署4个师和重装备。沃克·米尔斯的文章引发中华民国（台湾）朝野关注。國防安全研究院中共政軍與作戰概念研究所研究員歐錫富撰文指，沃克·米尔斯“這項大膽建議出現在美國軍方刊物，直到現在都被認為不可思議，但凸顯美國對協防台灣看法的巨大改變”。沃克·米尔斯的建议等于恢复《中美共同防禦條約》和樂成作戰計畫。樂成作戰計畫在作戰分工方面，台灣負責地面作戰，美國負責防空、海軍水面行動與空軍攻擊行動。
2020年9月，中华人民共和国官媒《环球时报》发表社评：《美军重新进驻台湾？那将意味着战争》，称“美军方杂志的这种讨论可以视为对华舆论战的一部分，它在尝试打开美国对华施压战略的新空间。一旦美军真那样做，不仅意味着美国一中政策的彻底终结，而且将构成对中国主权的公然挑战。这样的信息释放是忘乎所以的。我们要对美台双方说，他们必须放弃美军重新在台部署的任何幻想，因为那一定意味着战争。”“美国重新在台湾部署军队”已符合《反分裂国家法》对采取军事手段解决台湾问题给出的三个条件中的第二条和第三条。“我们相信，届时解放军势必采取军事行动，打响解放台湾的正义战争”。台湾国际战略学会理事长、教授王昆义撰文亦指，美军驻台成真，将开启战争，终致“千万人头落地”。此前，2004年王逸峰的文章，形容“[美军重新驻台]实质上是撕毁中美三个联合公报，必将导致不单是两岸摊牌，而且是中美决裂的境地，这是对全球都产生重大影响的极大危机。”:13
同年10月22日，美国智庫战略与国际研究中心（CSIS）在华盛顿舉行研討會。美國在台協會（AIT）前理事主席卜睿哲表示，重新在台駐軍將破壞美中1970年代關係正常化所設定的條件（中美三个联合公报），他猜想這會給北京莫大壓力，可能會要求中止或取消與美國的外交關係。

## 各方观点

### 中华民国
2020年9月下旬，台灣民意教育基金會民調显示，20歲以上台灣成年人中，六成認為中华人民共和国武统台湾時，美國可能出兵協防台灣，三成三不以為然。台灣民意教育基金會董事長游盈隆表示，這項發現顯示，絕大多數台灣人此刻相信，如果中國武力犯台，美軍可能協防台灣。《ETtoday新聞雲》在同年10月的民调显示，假设两岸发生军事冲突，54.0%的民众认为美国会协防台湾，35.0%认为美国不会。有55.7%的民众支持更为激进地「美軍駐台協防台灣」，30.7%不支持。12月的民调显示，48.0%的民众认为美国准总统拜登不会协防台湾。但2022年3月俄烏戰爭爆發後的民调显示，高達55.9%的民众认为美国不会协防台湾。
南華大學副教授張子揚在2008年的文章则指“台灣對美國協防台灣充滿信心”，“而台灣的信心則來自於美國的誤導，亦即台灣對美國的戰略重要性高，而美國對台軍售的質量卻低，台灣自然可以合理假設美國會協防台灣”:107。同时，“台灣對美國協防過度有信心”“使得中國可以合理懷疑美國是否有對台的秘密承諾。尤其長程預警雷達的建置使台灣成為美國早期預警系統的一部分，中國更有理由懷疑美台是否已秘密承諾相互協助保障對方國土安全”:128。
2021年2月19日，针对美国国会「防止台灣遭侵略法案」的提案。中華民國外交部發言人歐江安表示，外交部感謝美國國會參眾兩院議員採取各項友台作為，展現對台灣安全及區域和平穩定的高度重視，並強力支持台美軍事安全合作。

### 中华人民共和国
中华人民共和国作者海桅认为，在军事上，中华人民共和国若能达成有效阻止美国协防台湾的战略目的，“解放台湾将只是时间问题”:25。其他作者则在政治上，将之与台独势力关联，形容为台独分子“有恃无恐，一根重要的救命稻草”，亦是“国际上尤其是美国方面经常发出错误的信号”:12。
2020年，两岸关系、中美关系持续紧张。9月，中国社会科学院台湾研究所台美室主任汪曙申撰文指，民进党当局（蔡英文政府）除配合美国政府、加剧两岸关系紧张外，还利用美国协防台湾的论调的来“强化美国‘挺台论’，向岛内民众传播‘台独无害论’，将台湾地区的安全寄托在虚幻的美国协防上。[……]对台湾而言，美国‘为台独而战’是虚无缥缈的幻想。美国只是将台湾视为可交易和牺牲的棋子。”10月6日，國民黨立院黨團在立法院院會提出，并通过兩項議案——「政府應請求美國對台安全防衞抵抗中共」、「台美復交」案。中华人民共和国官媒《环球网》发表评论文章，称之为『促美軍協防台灣』、『台美復交』提案，并称「無論基於什麼考慮，這兩項都是『台獨』性質的提案，必須強烈譴責。」

## 备注
1. ↑  张敏清文章[8]:34原文：布什表示“协助保卫台湾”的第二天，即4月25日，接受美国有线新闻网记者采访。从其它文章推断[2]，或是4月26日。
2. ↑  相关文章[2]，未提及“美国社区亚太裔领袖”的名字。
3. ↑  驻韩美军拥有韩国的战时军事指挥权，预计在2020年代中期转交韩国，参见：韓國軍事。
4. ↑  三个履盖全球的卫星导航系统中，美国国防部运行全球定位系统，中国国家航天局在2020年开始运行北斗三号系统。
5. ↑  2018年时，中华人民共和国的国际贸易总额为全球第一。其中，出口额为全球第一，进口额次于美国，为全球第二。